# Campeonato Mundial de Clubes da FIFA de 2000
O Campeonato Mundial de Clubes da FIFA de 2000 foi a primeira edição da Copa do Mundo de Clubes da FIFA, o campeonato mundial de clubes para equipes de futebol masculino organizado pela máxima entidade do futebol. A competição pioneira foi realizada no Brasil, entre os dias 5 a 14 de janeiro, com partidas disputadas no Estádio do Maracanã, no Rio de Janeiro, e no Estádio do Morumbi, em São Paulo.
Participaram oito equipes, sendo duas da América do Sul, duas da Europa, uma da América do Norte, uma da África, uma da Ásia e uma da Oceania. A primeira partida do Mundial de Clubes aconteceu no Estádio do Morumbi, e foi vencida pelo clube espanhol Real Madrid. Nicolas Anelka, da equipe madrilenha, marcou o primeiro gol da história do Campeonato Mundial de Clubes da FIFA, enquanto o goleiro do Corinthians, Dida, garantiu o primeiro baliza a zero do torneio. 
A final do Mundial, entre Corinthians e Vasco da Gama, reuniu um público de 73 000 espectadores no Estádio do Maracanã. Após um empate de 0–0 em 120 minutos (tempo regulamentar e prorrogação), o título foi decidido em penalidades, tendo o visitante paulista ganhado por 4–3.
De acordo com a FIFA, o Mundial custou em torno de US$ 50 milhões. Os direitos de transmissão foram vendidos por US$ 40 milhões, enquanto outras sete empresas compraram por "valor expressivo" direito à publicidade estática nos estádios. Ao todo, a competição distribuiu US$ 28 milhões em prêmios em dinheiro, sendo que US$ 2,5 milhões pela participação de cada clube.

## Antecedentes
De acordo com Sepp Blatter, a primeira ideia de um Mundial de Clubes organizado pela FIFA foi apresentada ao Comitê Executivo da entidade, em dezembro de 1993, em Las Vegas, como uma necessidade de realizar um torneio mais representativo que a então Copa Intercontinental, que reunia anualmente os campeões da Europa e da América do Sul, sem a presença dos demais campeões continentais. Como quase todas as confederações tinham, àquela altura, um campeonato continental estável (a única exceção era a OFC), a FIFA considerou relevante criar uma competição mundial própria, e a decisão básica de organizar tal competição foi tomada pelo Comitê Executivo da FIFA em 1996. Por questões relacionadas a encontrar datas no calendário internacional, algo suscetível a críticas principalmente na Europa, o projeto foi concretizado somente em 1999, quando a FIFA decidiu finalmente o formato da competição, que teria a edição inaugural disputada por oito equipes.

## Sede
Em 8 de junho de 1999, na cidade do Cairo, a FIFA anunciou oficialmente o Brasil como país anfitrião do seu primeiro mundial de clubes. A candidatura brasileira foi escolhida por unanimidade pelo comitê formado por seis vice-presidentes da entidade, superando as pretensões de Arábia Saudita, México e Uruguai de sediar o torneio inaugural. Naquele mesmo encontro foram definidas que todas as partidas seriam disputadas no Estádio do Maracanã, no Rio de Janeiro, ou no Estádio do Morumbi, em São Paulo.

### Estádios
Principal palco do campeonato, o Estádio do Maracanã passou por reformas para atender as exigências da FIFA. A principal delas foi a instalação de cadeiras no setor popular. Com isso, a capacidade do estádio para as oito partidas que recebeu – seis da primeira fase, a decisão do terceiro lugar e a final – caiu para 75 mil espectadores. Também aprimorou suas instalações, como estacionamentos, vestiários e um centro de imprensa para receber até 600 jornalistas.
Para realização do Mundial, o Morumbi também teve de se adequar às normas da FIFA. O estádio, que recebeu seis jogos da primeira fase, recebeu 35 mil assentos no setor da arquibancada, o que fez com que a sua capacidade fosse reduzida de 91 mil para 53 mil torcedores. Além disso, foram reformados centro de imprensa para atender 500 jornalistas e os vestiários de jogadores e árbitros.
| São Paulo                    | Rio de Janeiro São Paulo | Rio de Janeiro               |
| ---------------------------- | ------------------------ | ---------------------------- |
| Morumbi                      | Rio de Janeiro São Paulo | Maracanã                     |
| 23° 36′ 00″ S, 46° 43′ 12″ O | Rio de Janeiro São Paulo | 22° 54′ 42″ S, 43° 13′ 49″ O |
| Capacidade: 53 000*          | Rio de Janeiro São Paulo | Capacidade: 75 000*          |
|                              | Rio de Janeiro São Paulo |                              |

*Capacidade reduzida conforme as normas da FIFA.

## Participantes
O Mundial de clubes reuniu oito equipes: seis indicadas por cada uma das confederações continentais (AFC, CAF, CONCACAF, CONMEBOL, OFC e UEFA), mais o vencedor da Copa Intercontinental de 1998 — o Real Madrid — e um representante brasileiro indicado pela Confederação Brasileira de Futebol.
A princípio, a expectativa era de que estivessem presentes os seis campeões de cada confederação, além do campeão da Copa Intercontinental e uma equipe do país-sede. Contudo, a ideia não foi concretizada logo de início quando Confederação Asiática de Futebol decidiu indicar o Al-Nassr, campeão da Supercopa da AFC, e não o Jubilo Iwata, então campeão da Liga dos Campeões do continente em 1999. Em seguida, o Manchester United chegou a ameaçar que não disputaria o torneio, mas acabou recuando para não prejudicar a candidatura da Inglaterra para a Copa do Mundo de 2006.
Instados pela FIFA, Confederação Africana de Futebol, Confederação de Futebol da América do Norte, Central e Caribe e Confederação de Futebol da Oceania indicaram seus campeões vigentes, mesmo tendo que apressar a conclusão dos torneios. No caso da OFC, foi feita a segunda edição de sua copa, após onze anos de inatividade.
Quanto ao representante da América do Sul, a expectativa da grande mídia era de que a vaga pertencesse ao campeão da Copa Libertadores de 1999. Porém, às vésperas da final continental, a CONMEBOL, com um suposto apoio da Confederação Brasileira de Futebol, formalizou um convite ao Vasco da Gama, que havia sido campeão sul-americano em 1998. Dessa forma, segundo especulações, a CBF teria garantido a presença de um clube do Rio de Janeiro, uma das cidades-sede, tanto por ser conveniente ao torneio quanto para afastar o risco da presença de uma equipe de menor expressão; no caso, o Deportivo Cali, da Colômbia, adversário do Palmeiras na decisão que se aproximava. À época, o clube paulista acatou a escolha da CONMEBOL, pois teve a promessa de que disputaria o Mundial seguinte, em 2001, o qual viria a ser cancelado.
Além de supostamente atuar nos bastidores para garantir o Vasco no Mundial, a própria CBF, que tinha assegurada a indicação da vaga do país-sede, escolheu o Corinthians na condição de campeão nacional de 1998, mesmo podendo aguardar a final do Brasileiro de 1999, entre Corinthians e Atlético-MG. A justificativa da entidade brasileira foi de que não haveria como definir o campeão de 1999 a tempo do sorteio dos grupos e de que seria seguido o critério da CONMEBOL. Coincidentemente, o Corinthians foi também o campeão nacional em 1999.
O sorteio dos grupos aconteceu em 14 de outubro de 1999, no Copacabana Palace, Rio de Janeiro. O evento contou com a presença de Michel Zen-Ruffinen, secretário-geral da Fifa, e de Ricardo Teixeira, presidente da CBF. O Vasco era o cabeça-de-chave do grupo do Rio de Janeiro e o Corinthians do grupo de São Paulo. Os europeus, Real Madrid e Manchester United, não podiam ficar na mesma chave. O representante africano era o único ainda não definido.
| Confederação | Equipe            | Classificação                                    | Participação |
| ------------ | ----------------- | ------------------------------------------------ | ------------ |
| AFC          | Al-Nassr¹         | Campeão da Supercopa da Ásia de 1998             | 1ª           |
| CAF          | Raja Casablanca²  | Campeão da Liga dos Campeões da CAF de 1999      | 1ª           |
| CONCACAF     | Necaxa            | Campeão da Liga dos Campeões da CONCACAF de 1999 | 1ª           |
| CONMEBOL     | Vasco da Gama¹    | Campeão da Copa Libertadores da América de 1998  | 1ª           |
| OFC          | South Melbourne   | Campeão da Liga dos Campeões da OFC de 1999      | 1ª           |
| UEFA         | Manchester United | Campeão da Liga dos Campeões da UEFA de 1999     | 1ª           |
| País-sede    | Corinthians³      | Campeão do Campeonato Brasileiro de 1998         | 1ª           |
| FIFA         | Real Madrid⁴      | Clube convidado pela FIFA                        | 1ª           |

- ¹ Não era o atual campeão do seu continente.
- ² Não classificado à época do sorteio.[16]
- ³ Indicado pela CBF para o Mundial em junho de 1999, como o campeão brasileiro de 1998.
- ⁴ Convidado pela FIFA, não era o atual campeão da Copa Intercontinental à época da disputa do torneio (o sendo em 14/10/1999, data do sorteio dos grupos).

## Formato
As oito equipes foram divididas em dois grupos de quatro (cada equipe jogando um total de três jogos). Os vencedores de cada grupo se enfrentaram na final, e os dois segundos colocados na disputa pelo terceiro lugar.
Na final e no jogo do terceiro lugar, caso as partidas terminassem empatadas, prorrogação de 30 minutos. Se persistisse o empate, decisão por pênaltis.
As partidas do grupo A foram jogadas no Estádio do Morumbi, em São Paulo, enquanto que as do grupo B foram realizadas no Estádio do Maracanã, no Rio de Janeiro. Tanto a final quanto a disputa pelo terceiro lugar foram disputadas no estádio carioca.

## Árbitros e assistentes
| Árbitros                           | Assistentes           | Assistentes          |
| África                             | África                | África               |
| ---------------------------------- | --------------------- | -------------------- |
| SEN Daouda N'Doye                  | UGA Ali Tomusangue    |                      |
| Ásia                               |                       |                      |
| KUW Saad Mane                      | KAZ Sergey Ufimtsev   |                      |
| América do Norte, Central e Caribe |                       |                      |
| CRC William Mattus                 | TRI Haseeb Mohammed   |                      |
| América do Sul                     |                       |                      |
| ARG Horacio Elizondo               | PAR Miguel Giacomuzzi |                      |
| COL Óscar Ruiz                     | URU Fernando Cresci   |                      |
| Europa                             |                       |                      |
| ITA Stefano Braschi                | DEN Jens Larsen       | FRA Frédéric Arnault |
| NED Dick Jol                       | FRA Vincent Texier    | POL Jacek Pociegiel  |
| Oceania                            |                       |                      |
| NZL Derek Rugg                     | SAM Lavetala Siuamoa  |                      |

## Jogos

### Grupo A
| Pos. | Time            | P | J | V | E | D | GP | GC | SG |
| ---- | --------------- | - | - | - | - | - | -- | -- | -- |
| 1    | Corinthians     | 7 | 3 | 2 | 1 | 0 | 6  | 2  | +4 |
| 2    | Real Madrid     | 7 | 3 | 2 | 1 | 0 | 8  | 5  | +3 |
| 3    | Al-Nassr        | 3 | 3 | 1 | 0 | 2 | 5  | 8  | –3 |
| 4    | Raja Casablanca | 0 | 3 | 0 | 0 | 3 | 5  | 9  | –4 |

| 5 de janeiro | Real Madrid                             | 3 – 1     | Al-Nassr                | Estádio do Morumbi, São Paulo           |
| 18:45        | Anelka 21' · Raúl 61' · Sávio 69' (pen) | Relatório | Al Husseini 45+1' (pen) | Público: 12 000 Árbitro: COL Óscar Ruiz |

| 5 de janeiro | Corinthians                    | 2 – 0     | Raja Casablanca | Estádio do Morumbi, São Paulo                |
| 21:15        | Luizão 50' · Fábio Luciano 64' | Relatório |                 | Público: 23 000 Árbitro: ITA Stefano Braschi |

| 7 de janeiro | Real Madrid     | 2 – 2     | Corinthians      | Estádio do Morumbi, São Paulo               |
| 18:45        | Anelka 19', 71' | Relatório | Edílson 28', 64' | Público: 55 000 Árbitro: CRC William Mattus |

| 7 de janeiro | Raja Casablanca                                          | 3 – 4     | Al Nassr                                            | Estádio do Morumbi, São Paulo          |
| 21:15        | Al Dosari 24' (g.c.) · El Moubarki 66' · El Karkouri 73' | Relatório | Al Amin 4' · Bahja 63' · Al Husseini 64' · Saïb 85' | Público: 3 000 Árbitro: NZL Derek Rugg |

| 10 de janeiro | Real Madrid                             | 3 – 2     | Raja Casablanca              | Estádio do Morumbi, São Paulo                 |
| 18:45         | Hierro 49' · Morientes 53' · Geremi 88' | Relatório | Achami 28' · Moustaoudia 59' | Público: 18 000 Árbitro: ARG Horacio Elizondo |

| 10 de janeiro | Al Nassr | 0 – 2     | Corinthians                 | Estádio do Morumbi, São Paulo         |
| 21:15         |          | Relatório | Ricardinho 24' · Rincón 81' | Público: 31 000 Árbitro: NED Dick Jol |

### Grupo B
| Pos. | Time              | P | J | V | E | D | GP | GC | SG |
| ---- | ----------------- | - | - | - | - | - | -- | -- | -- |
| 1    | Vasco da Gama     | 9 | 3 | 3 | 0 | 0 | 7  | 2  | +5 |
| 2    | Necaxa            | 4 | 3 | 1 | 1 | 1 | 5  | 4  | +1 |
| 3    | Manchester United | 4 | 3 | 1 | 1 | 1 | 4  | 4  | 0  |
| 4    | South Melbourne   | 0 | 3 | 0 | 0 | 3 | 1  | 7  | –6 |

| 6 de janeiro | Manchester United | 1 – 1     | Necaxa         | Estádio do Maracanã, Rio de Janeiro           |
| 18:15        | Yorke 88'         | Relatório | Montecinos 14' | Público: 50 000 Árbitro: ARG Horacio Elizondo |

| 6 de janeiro | Vasco da Gama            | 2 – 0     | South Melbourne | Estádio do Maracanã, Rio de Janeiro   |
| 20:45        | Felipe 53' · Edmundo 86' | Relatório |                 | Público: 66 000 Árbitro: NED Dick Jol |

| 8 de janeiro | Manchester United | 1 – 3     | Vasco da Gama                  | Estádio do Maracanã, Rio de Janeiro    |
| 18:15        | Butt 81'          | Relatório | Romário 24', 26' · Edmundo 43' | Público: 73 000 Árbitro: KUW Saad Mane |

| 8 de janeiro | South Melbourne    | 1 – 3     | Necaxa                                           | Estádio do Maracanã, Rio de Janeiro       |
| 20:45        | Anastasiadis 45+2' | Relatório | Montecinos 19' (pen) · Delgado 29' · Cabrera 79' | Público: 5 000 Árbitro: SEN Daouda N'Doye |

| 11 de janeiro | Manchester United | 2 – 0     | South Melbourne | Estádio do Maracanã, Rio de Janeiro          |
| 18:15         | Fortune 8', 20'   | Relatório |                 | Público: 25 000 Árbitro: ITA Stefano Braschi |

| 11 de janeiro | Necaxa      | 1 – 2     | Vasco da Gama           | Estádio do Maracanã, Rio de Janeiro     |
| 20:45         | Aguinaga 5' | Relatório | Odvan 14' · Romário 69' | Público: 45 000 Árbitro: COL Óscar Ruiz |

### Disputa do terceiro lugar
| 14 de janeiro | Real Madrid | 1 – 1 (pro) | Necaxa      | Estádio do Maracanã, Rio de Janeiro     |
| 17:00         | Raúl 15'    | Relatório   | Delgado 58' | Público: 35 000 Árbitro: COL Óscar Ruiz |

|                                           |       | Penalidades                            |  |
| Eto'o Helguera McManaman Morientes Dorado | 3 – 4 | Vázquez Cabrera Pérez Aguinaga Delgado |  |

### Final
| 14 de janeiro | Corinthians | 0 – 0 (pro) | Vasco da Gama | Estádio do Maracanã, Rio de Janeiro   |
| 20:00         |             | Relatório   |               | Público: 73 000 Árbitro: NED Dick Jol |

|                                              |       | Penalidades                                  |  |
| Rincón Fernando Baiano Luizão Edu Marcelinho | 4 – 3 | Romário Alex Oliveira Gilberto Viola Edmundo |  |

| Corinthians | Vasco da Gama |

## Premiações
Como campeão, o Corinthians recebeu US$ 6 milhões em prêmios, enquanto o Vasco da Gama recebeu US$ 5 milhões. O Necaxa venceu o Real Madrid na decisão do terceiro lugar e arrecadou US$ 4 milhões. O Real Madrid recebeu US$ 3 milhões, e as outras equipes restantes receberam US$ 2,5 milhões.
| Campeonato Mundial de Clubes da FIFA de 2000 |
| Brasil                                       |
| -------------------------------------------- |
| Corinthians Campeão (1º título)              |

Fair Play
| Fair play | Al-Nassr |

### Individuais
| Bola de Ouro          | Bola de Prata           | Bola de Prata           | Bola de Bronze          | Bola de Bronze          |
| --------------------- | ----------------------- | ----------------------- | ----------------------- | ----------------------- |
| Edílson (Corinthians) | Edmundo (Vasco da Gama) | Edmundo (Vasco da Gama) | Romário (Vasco da Gama) | Romário (Vasco da Gama) |

### Equipe do torneio
| Goleiros | Defensores                                               | Meias                                | Atacantes               |
| -------- | -------------------------------------------------------- | ------------------------------------ | ----------------------- |
| Dida     | Míchel Salgado Jaap Stam Fernando Hierro Sergio Almaguer | Roy Keane Felipe Freddy Rincón Sávio | Romário Agustín Delgado |

## Classificação final
| Pos. | Times             | P  | J | V | E | D | GP | GC | SG |
| ---- | ----------------- | -- | - | - | - | - | -- | -- | -- |
| 1    | Corinthians       | 8  | 4 | 2 | 2 | 0 | 6  | 2  | +4 |
| 2    | Vasco da Gama     | 10 | 4 | 3 | 1 | 0 | 7  | 2  | +5 |
| 3    | Necaxa            | 5  | 4 | 1 | 2 | 1 | 6  | 5  | +1 |
| 4    | Real Madrid       | 8  | 4 | 2 | 2 | 0 | 9  | 6  | +3 |
| 5    | Manchester United | 4  | 3 | 1 | 1 | 1 | 4  | 4  | 0  |
| 6    | Al-Nassr          | 3  | 3 | 1 | 0 | 2 | 5  | 8  | –3 |
| 7    | Raja Casablanca   | 0  | 3 | 0 | 0 | 3 | 5  | 9  | –4 |
| 8    | South Melbourne   | 0  | 3 | 0 | 0 | 3 | 1  | 7  | –6 |

## Artilharia
| 3 gols (2) - Nicolas Anelka (Real Madrid) - Romário (Vasco da Gama) 2 gols (7) - Agustín Delgado (Necaxa) - Cristián Montecinos (Necaxa) - Edílson (Corinthians) - Edmundo (Vasco da Gama) - Fahad Al Husseini (Al Nassr) - Quinton Fortune (Manchester United) - Raúl (Real Madrid) 1 gol (22) - Ahmed Bahja (Al-Nassr) - Alex Aguinaga (Necaxa) - Bouchaib El Moubarki (Raja Casablanca) - Dwight Yorke (Manchester United) - Fábio Luciano (Corinthians) - Felipe (Vasco da Gama) | 1 gol (continuação) - Fernando Hierro (Real Madrid) - Fernando Morientes (Real Madrid) - Freddy Rincón (Corinthians) - Fuad Amin (Al-Nassr) - Geremi (Real Madrid) - John Anastasiadis (South Melbourne) - Luizão (Corinthians) - Moussa Saïb (Al-Nassr) - Mustapha Moustaoudia (Raja Casablanca) - Nicky Butt (Manchester United) - Odvan (Vasco da Gama) - Ricardinho (Corinthians) - Salvador Cabrera (Necaxa) - Sávio (Real Madrid) - Talal El Karkouri (Raja Casablanca) - Youssef Achami (Raja Casablanca) |

## Legado
Após o primeiro mundial da FIFA, a entidade máxima do futebol prometeu novas edições do torneio. A primeira delas seria na Espanha, em 2001, com a previsão de 12 participantes. Em março daquele ano, houve até o sorteio dos grupos. Porém, a edição do Mundial da FIFA daquele ano foi cancelada devido a uma série de fatores com parceiros e patrocinadores, sendo o mais importante o colapso da ISL, o parceiro de marketing da FIFA até então. O evento foi então remarcado para 2003, mas também não foi realizado. Somente em 2004 que a FIFA conseguiu anunciar oficialmente a segunda edição do mundial, tendo a Toyota como principal patrocinadora.
A partir de 2005, a competição foi disputada ininterruptamente, mas sob um novo formato, em partidas eliminatórias (ao invés de uma fase de grupos mais final) e tendo duração mais curta, o que satisfez questões de calendário das federações nacionais e confederações continentais. Enquanto as duas edições posteriores, 2005 e 2006, contaram apenas com os seis campeões continentais, a partir da edição de 2007 houve o aumento para sete participantes – a sétima vaga era destinada, em regra, ao campeão nacional do país-sede. Entretanto, para evitar novamente a presença de dois clubes de um mesmo país, como ocorreu em 2000, a FIFA criou um mecanismo: caso o campeão continental pertencesse ao país-sede, o campeão nacional deste perderia a vaga, que ficaria para o melhor colocado de outro país na competição do continente. Em 2024, foi renomeada Copa Intercontinental da FIFA e assumiu novo chaveamento: foi extinta a vaga do país-sede, o europeu tornou-se finalista prévio e o sul-americano foi "rebaixado" para as quartas.